# Stathmopoda bicolorella
Stathmopoda bicolorella is een vlinder uit de familie Stathmopodidae. De wetenschappelijke naam van deze soort is voor het eerst geldig gepubliceerd in 2010 door Koster.
De soort komt voor in tropisch Afrika.